# CNNサタデーナイト
『CNNサタデーナイト』（シーエヌエヌサタデーナイト、2017年10月7日放送分から『CNNフォーカス』(シーエヌエヌフォーカス)に改題）は、BS朝日で2015年3月28日 - 2018年3月31日の土曜日23時30分から翌0時に生放送されていた国際報道番組である。
日本でもテレビ朝日と業務提携関係を結び、スカパー!・ケーブルテレビ局向けに配信を展開しているアメリカの報道専門テレビ局・CNNが取り上げたその週の世界の注目ニュースを中心に、世界的な視点で日本はどのように伝えているのかを見る。
後番組は、『町山智浩のアメリカの今を知るTV In Association With CNN』。

## 出演者
- メインキャスター - 杉山セリナ（2016年4月 - ）
- コメンテーター - ライアン・ゴールドスティン（国際弁護士）
- コメンテーター - 高橋浩祐（国際ジャーナリスト）
- ナレーション - 鈴木まゆ、狭川尚紀、宇和川恵美、MAI

### 過去の出演者
- 滝口ユリナ - 2015年9月までメインキャスター担当
- ジェイミー夏樹 - 2015年10月から2016年3月までメインキャスター担当[1]
- 冨倉由樹央（クーリエジャポン編集長）
- コメンテーター - 佐々木紀彦（NewsPicks編集長）
- コメンテーター - 竹下隆一郎（ハフィントンポスト日本版編集長）

## スタッフ
- BS朝日 品川朋彦 - プロデューサー
- テレビ朝日 水野渉 - プロデューサー
- JCTV 庵原太郎 - プロデューサー
- JCTV 鵜沢幸生 - ニュースデスク
- JCTV 川船友加 - アシスタントプロデューサー
- テレビ朝日　原一宏 - チーフディレクター
- テレビ朝日　田頭幸司 - ディレクター
- テレビ朝日　弦間和輝 - ディレクター
- テレビ朝日　武藤聖 - アシスタントディレクター